# 新罕布什爾州第二國會選區
新罕布什爾州第二國會選區（英語：New Hampshire's 2nd congressional district）是美国新罕布什尔州兩個國會選區之一，始於1847年。範圍包括新罕布什爾州西北部。2000年人口618,211人。本區的過去多數時候由共和黨勝出。現任眾議員為民主黨籍的安妮·卡斯特。